# 三故事
《三故事》（法语：Trois Contes）是古斯塔夫·福樓拜的三篇短篇小说的合集标题，这三篇短篇小说于1877年4月发表于两个不同的杂志上，1877年4月24日夏庞提耶将它们作为一本书出版。福楼拜前前后后花了三十年创作这三篇小说，这也是他完成的最后一部小说作品。福楼拜在该书出版三年之后去世。 

## 背景

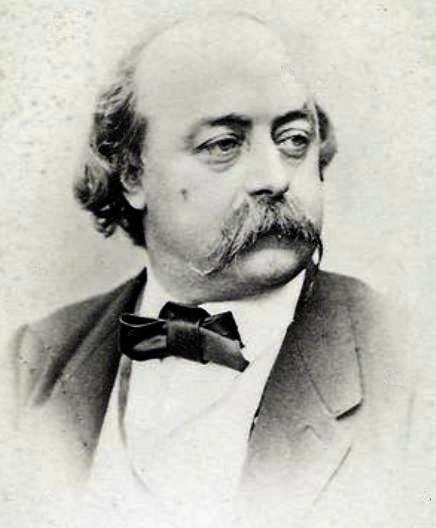
古斯塔夫·福樓拜，1865年左右

《三故事》的创作跨越了一段较长的时间。1844年1月，福楼拜住在鲁昂他父亲家时，在鲁昂主教座堂里欣赏了彩绘玻璃窗展现的圣朱利安的故事，在科地区科德贝克一间教堂里发现了圣朱利安的小石像，于是创作了《圣朱利安传奇》（法语：La Légende de saint Julien l'Hospitalier）初稿。此外，福楼拜当时的绘画老师是来自鲁昂的雕刻师雅辛特·朗格鲁瓦，这位雕刻师曾出版《关于玻璃绘画的历史和描述》（法语：Essai historique et descriptif sur la peinture sur verre）一书，在书中表达了对“圣朱利安的一生”系列彩绘玻璃窗的喜爱，并为福楼拜不惜重金制作了一份复制品，福楼拜后来将这份复制品用在了作品的豪华版中。《包法利夫人》出版以后，福楼拜在1856年5月重新开始《圣朱利安传奇》的创作，当时他已完成《圣安东尼的诱惑》并进行了初步修改，打算将《圣朱利安传奇》附在本书中共同出版。然而，因《包法利夫人》而引起的诉讼使他未能完成这一构想，《圣朱利安传奇》的创作也推迟了。到了1875年，他费心撰写《布瓦尔和佩库歇》时，决定稍作休息，夏季前往孔卡尔诺度假，在此期间恢复了《圣朱利安传奇》的写作。他于1876年2月20日完成了这篇涉及中世纪的故事，并决定将它放在另外两篇小说中间，一篇是《淳朴的心》（法语：Un cœur simple），以典型的福楼拜风格剖析了他同时代人们的品性；另一篇则是《希罗迪娅》（法语：Hérodias），讲述施洗約翰被犹底亚四分省总督希律·安提帕斯斩首的故事。 

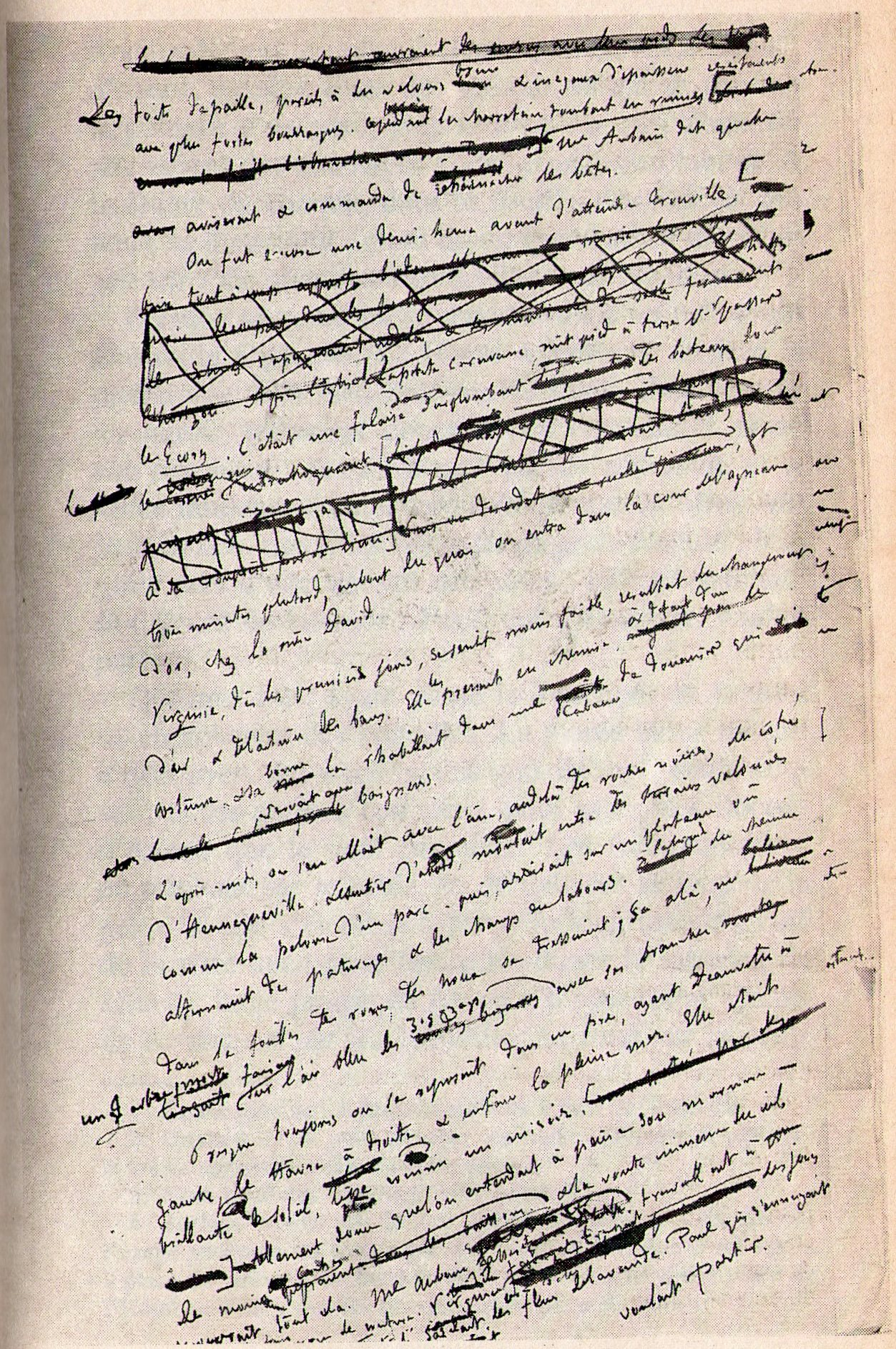
《淳朴的心》手稿里的一页（照片由罗杰-维奥莱拍摄）。

福楼拜立即开始撰写《淳朴的心》，在其中他重温了许多童年记忆以及当时认识的形形色色的人。他以“茱莉小姐”为原型创造了费利西泰的人物形象，茱莉小姐曾是他父母的女佣，将福楼拜抚养长大，随后则成为他的女佣长达五十多年 ，他本人和他的妹妹卡罗琳（1846年5月去世，年仅22岁）在小说中是保尔和维尔吉妮，他的姨妈阿莱斯则是欧班夫人。这篇小说的创作比他最初想象的更难，尤其是小说结尾，创作时间从1876年2月一直到8月17日。随后，他立刻投入三部曲中第三篇的创作。在写第二篇小说时，曾在给罗杰·德·热内特夫人提到了第三篇的想法： 
|  | 你知道那之后我想写什么吗？施洗者圣约翰的故事。希律对希罗迪娅的那些破事让我感到兴奋。现在还只是构思阶段，但我真的很想探索这个想法。如果我写完这个，那我就有三个故事了，足以在开学时出版一些非常有趣的东西。 |

他于1876年10月底开始写这个故事，于1877年2月15日完成，并于4月发表。《三故事》首先以连载的形式发表于两份杂志上：《淳朴的心》分为七期发表于4月12日至19日的Le Moniteur universel上，《希罗迪娅》五期在4月21至27日同一本杂志，《圣朱利安传奇》则为四期连载于4月19至22日的Le Bien public。出版商夏庞提耶于1877年4月24日出版了三个短篇的完整版。公众反响平平，主要是因为1877年5月发生了一系列政治事件（示威以及军队镇压），福楼拜认为时任总统帕特里斯·麦克马洪应负主要责任，称其为“当代贝亚尔”。评论界总体上对本书给出了积极的评价，尽管其中一些人对更为难懂的第三篇表示疑惑乃至敌对。

## 梗概

### 淳朴的心
它的身子是绿色的，翅膀尖是玫瑰色的，碧蓝的前额，配着一个金色的颈脖。

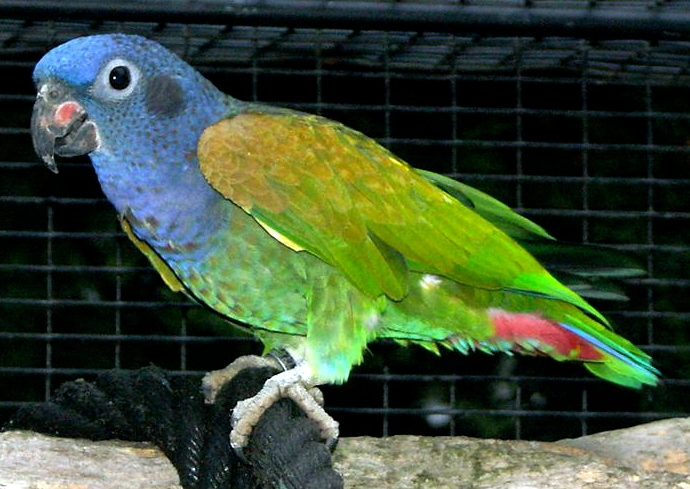
露露：
它的身子是绿色的，翅膀尖是玫瑰色的，碧蓝的前额，配着一个金色的颈脖。

费利西泰的父母死后，成为诺曼底乡村的一个农场女孩，度过了一个悲惨的童年。她在舞会上遇到了一个她很喜欢的年轻男子，这名男子向她求婚。到了约定的时刻，他却没来赴约，后来她得知他已和一个有钱人家的老女人结婚。受到背叛的费利西泰离开农场，前往蓬莱韦克寻找一份保姆的工作。她受雇于欧班夫人，工资很少。欧班夫人已丧偶，育有两名子女，保尔和维尔吉妮，他们一家靠欧班夫人的年金生活。费利西泰工作效率极高且精打细算，并喜欢上了两个小孩，对他们万分呵护。
保尔要去卡昂的中学读书，而维尔吉妮则费利西泰的陪伴下学习教理学，费利西泰也因此学习了一些天主教的基础知识，她很感兴趣但总是用自己的方式去理解。后来维尔吉妮则不得不去姐姐家里学习，这样一来他们的母亲就孤身一人了。费利西泰和她的侄子维克多之间产生了一种火热的情愫，维克多时不时就来拜访她。就这样，几年过去了，1819年维克多入伍成为一名长途水手。费利西泰为他的离别感到悲伤，徒步奔至勒阿弗尔为他送别。一天，她收到了维克多在古巴因黄热病死亡的不幸消息，在哀伤中日渐消沉。几个月后，欧班夫人则收到了关于维尔吉妮健康状况的坏消息，她体质虚弱，无力抵御肺病。医生们建议她去遥远的普罗旺斯，那里的气候有助于她恢复健康。当维尔吉妮似乎有所好转的时候，欧班夫人拒绝了这个提议。然而，好景不长，维尔吉妮因胸部肿块而死亡。费利西泰为死者守灵两天两夜。母亲陷入绝望。接下来的几年伴随着房子的改造以及二十世纪上半叶的一系列社会变动。 
1828年，蓬莱韦克新任命的区长访问了欧班夫人。他们开始频繁会面，两人之间形成了一种外省资产阶级间特有的情谊。这位区长曾在安德列斯群岛生活，家里有一名黑人佣人和一只鹦鹉，费利西泰对这只鹦鹉着了迷，因为它来自美洲，勾起她对维克多的回忆。区长注意到了这一点却心照不宣，假装将鹦鹉忘在了欧班夫人家里，欧班夫人顺手把鹦鹉给了费利西泰。费利西泰给它取名为露露，精心照料它，把所有的爱都倾注于这个陌生的伴侣身上。一天，鹦鹉趁机飞走了，费利西泰四处寻找，最后终于找到了，却不慎患上耳炎，病情逐渐加重，后来她几乎失聪。她越来越局限于自己的小世界里，只听得到鹦鹉的叫声。在1837年的冬天，露露因充血而死，费利西泰听从女主人的建议将它用稻草填充起来做成标本，放在她简朴的房间里，置于古里古怪的小物件和她卑微一生的纪念物之中。费利西泰的生活只剩她女主人的餐食和教堂里的弥撒，她看到聖靈的彩绘玻璃窗赞叹不已，觉得圣灵的形象与露露有几分相似；她最终把露露放在房间里画着基督受洗的埃皮纳勒版画旁边，她相信天父不可能选择鸽子来显示自己的，应该选中了露露的某个祖先。
1853年，欧班夫人去世，房屋待售，费利西泰的整个生活突然被推入深渊。房子找不到买家，她可以继续住在那里；担心继承人的任何逆转，她没有要求保持继承人的状况。 屋顶损坏，费利西泰的房间漏水，她罹患肺炎。最终，在基督聖體聖血節那天，费利西泰和破败不堪的鹦鹉最后一次吻别之后，将它交给了牧师，牧师把它放在房子附近的祭坛上。仪式队伍经过，停在露露所在的祭坛边，最后一缕青烟从香炉中升起，飘到了费利西泰的床上，她看到一只巨大的鹦鹉将她带到了天堂。 

### 圣朱利安传奇

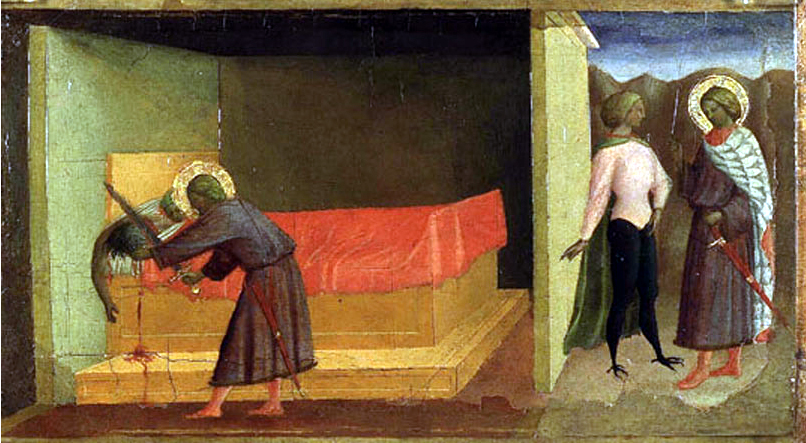
朱利安杀死他的父母，马索利诺，十五世纪木制蛋彩画（安格尔博物馆 ）。

朱利安是当地一位小领主的儿子。在他出生时，两个超自然使者分别拜访了他的父母，宣布他们的儿子将拥有非凡的命运，将成为一名征服者和圣徒。父母两个都对这一预言兴奋不已，但保持沉默，完全致力于儿子的教育和自由。朱利安在大自然里长大，发现自己对狩猎尤为热爱。当他不再能控制自己欲望的时候，他在周围森林里实施了真正的杀戮，他杀害了在他到达的范围内经过的任何动物，而没有任何动情或丝毫怜悯。一次，当他屠杀一只牡鹿、牝鹿和它们的小鹿时，受伤的牡鹿突然转身用角攻击他，又停下来开口讲话，对他念了一段诅咒： 
|  | 可恨！可恨！可恨！总有一天，你这残忍的人会杀掉你的父母。 |

 受到惊吓的朱利安回到城堡，隐居了多日。他最终恢复了学业和训练，直到有一天，他以为看到了一只鹳，向它扔出标枪，没想到那是他母亲的头饰。他差点就杀死了母亲。错愕中的朱利安立刻逃走了，随后加入一个军队，通过表现自己的力量和勇气他逐渐得到了军队的指挥权，像一名雇佣兵一样为世界各地的君主和国王效力。 

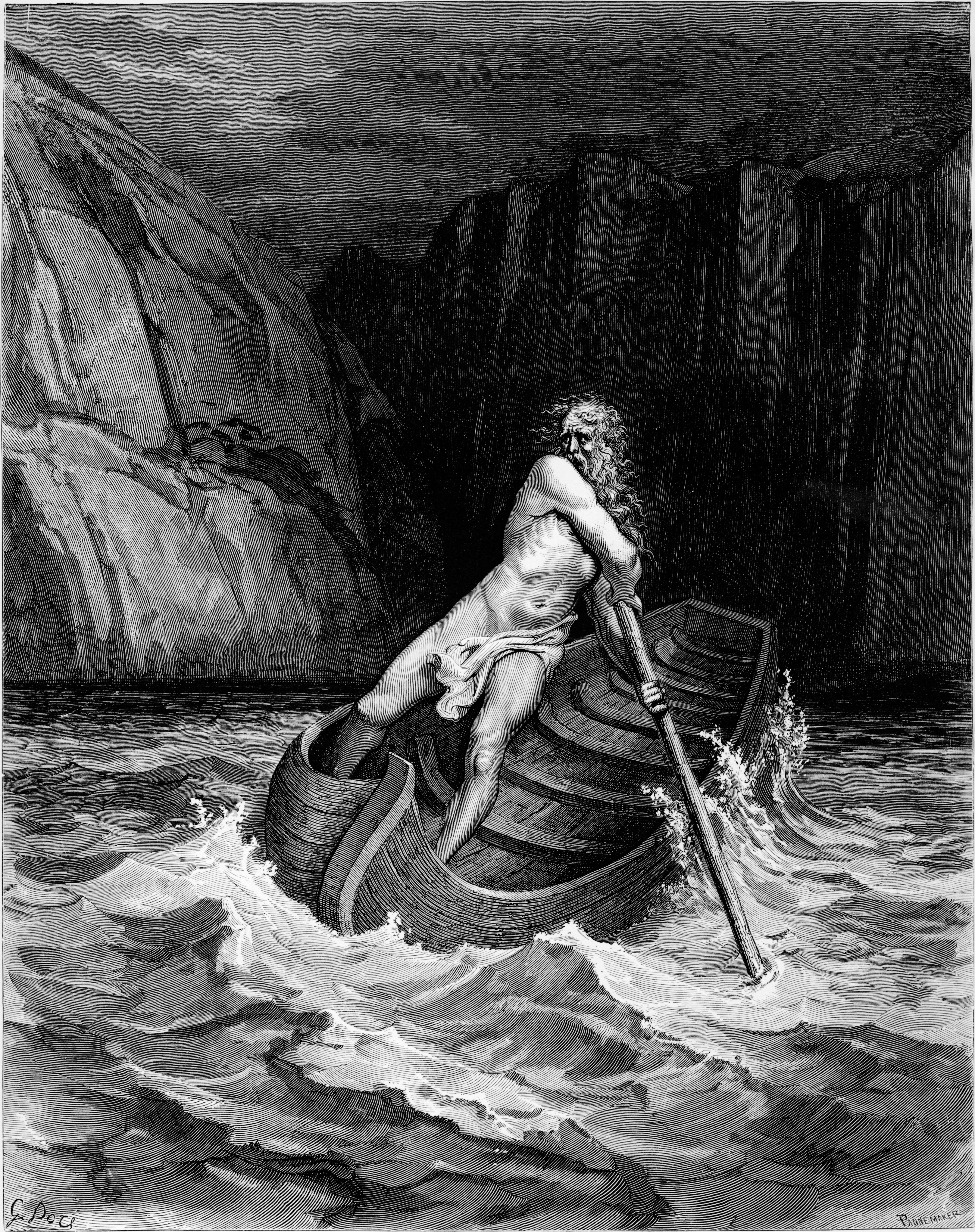
朱利安，如同冥界斯堤克斯 的卡戎一样（由古斯塔夫·多雷雕刻。

哪怕是在最可怕的斗争和战役中，他也始终都是胜利者，多年来一直藐视死亡以逃避诅咒。一天，他为奧克西塔尼亞皇帝而战，对抗西班牙穆斯林，并又一次在战斗中取得胜利。为了报答他，奥克西塔尼亚的君主给他钱和土地，颂扬他的事迹。朱利安拒绝了所有奖励，于是皇帝提议将自己的女儿许配给他，他无法抗拒。婚礼后，朱利安和他的妻子住进了新王宫。朱利安对生活感到厌倦和沮丧，没有什么消遣能让他开心起来。他的妻子担心他的身体状况，询问他如此闷闷不乐的原因。朱利安向她讲述了那只鹿的诅咒，坦诚了他拒绝再参与狩猎或战斗的原因。然而，一个晚上，昼伏夜出的动物在宫殿附近徘徊，朱利安再也无法抵御心中的欲望，在幽暗森林的呼唤下，带着箭筒出门，看着他妻子惊讶的目光，向她承诺早上一定返回。第二天，两名老人来到宫殿。妻子前来迎接，他们告诉她他们就是朱利安的父母。她很高兴，隆重地为他们安排食宿，让他们在自己的床上休息。朱利安的父母惊讶地得知自己的儿子已成为皇帝的女婿，他们安心地等待朱利安归来。几天的狩猎毫无结果且令人沮丧，从野猪、狼到最容易捕捉的山鹑，不管什么动物都逃脱了，朱利安气愤地回到宫殿，在夜间的昏暗光线里，看到妻子的床上有一个男人。他气得火冒三丈，不加考虑地就用匕首杀了床上的两个人。随后，他的妻子跑过来，在烛台的光线里他才意识到自己过失杀死了父母。他下令不许别人和他说话，安葬了他的父母，几天后永远离开了他的家。 
朱利安沦为行乞者，浪迹天涯，想尽一切方式折磨自己来赎罪。他变得又老又累，一天，他来到一条河的岸边，多年来由于水势过于危险没有渡轮或艄公愿意过河。他决定像冥界的船夫卡戎一样承担这项任务，让一只旧船重新浮起来，在陡峭的河岸上布置堤道，行人们得以横渡河流。而朱利安则像隐士一样生活在极度的贫困里。在一个狂风暴雨的夜晚，河岸另一边一个声音呼唤他，请求他带他过河。朱利安到了对岸发现是一个衣衫褴褛的麻风病人，却有着“帝王的尊严”。尽管风暴肆虐，朱利安依然带他渡河，晚上那人请求留宿。在破棚子幽暗的光线里，他看到那个人身材瘦削、满是脓疮、脸上残缺不堪、吐出阵阵臭气。那人饿了，他用黑面包喂他；那人渴了，水罐里的水奇迹般地变成了酒，他就用酒给他解渴；那人冷，他把他扶到床上；那人一直说很冷，要朱利安用自己的体温给他像结了冰的骨头取暖，朱利安就脱掉衣服，和他胸贴着胸，嘴对着嘴，给他带来温暖。那人紧紧地拥抱着他，突然光芒四射、乳香四溢。朱利安和耶稣一起升上了蓝天。 

### 希罗迪娅

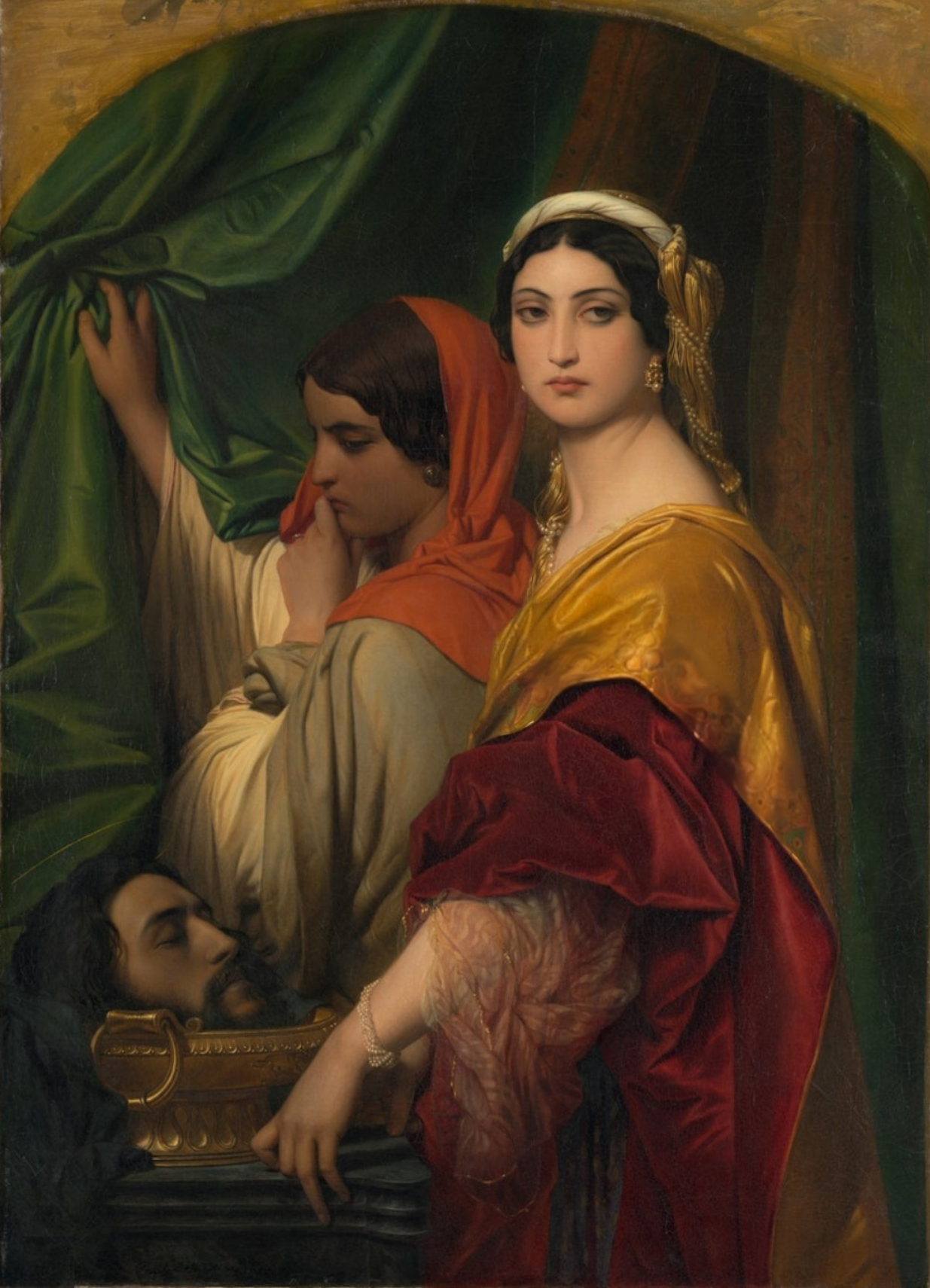
保罗·德拉罗什创作的《希罗迪娅》（1843）。

希律·安提帕斯在死海边缘的马查鲁斯城堡中关押着囚犯施洗約翰。施洗约翰公开谴责他与侄女希罗迪娅的不伦婚姻。希罗迪娅仅因利益驱使，而成为了安提帕斯兄弟的妻子，她担心被抛弃，于是主动离开了前夫。一次盛宴中，希罗迪娅和希律·菲利普的女儿莎乐美为安提帕斯跳舞助兴，然后向安提帕斯要求取得施洗约翰的头，于是施洗约翰遭斩首。

## 分析

### 风格
《三故事》表现出了回忆和历史的强大力量，无论是《淳朴的心》中费利西泰的心理描写，还是《圣朱利安传奇》里的暴力，抑或《希罗迪娅》中令人头晕的沉重氛围。 
福楼拜的手法克制而精确，蕴含强烈的意象，如神话故事《圣朱利安传奇》中“他穿越酷热的地区，在太阳的炙烤下，头发都要像火把一样燃烧起来”，又如现实主义作品《淳朴的心》中“牧场空空的，风吹拂着河水，高高的水草在河流深处摇曳，宛如尸体的长发在水中漂浮”，还有《希罗迪娅》结尾头的出场尤为令人印象深刻，在一段扣人心弦的悬念之后，只用了简简单单一句话“头颅拿来了”。 

### 解释
米歇尔·图尼埃认为，这三个故事中每一个都接近作者先前的一部作品：《淳朴的心》对应《包法利夫人》，《圣朱利安传奇》对应《圣安东尼的诱惑》和《希罗迪娅》则对应《萨朗波》。塞缪尔·德·萨西认为，“《三故事》是所有福楼拜式艺术的总结：《淳朴的心》中福楼拜是描写家庭生活的心理学家，《希罗迪娅》中福楼拜既是历史学家又是画家，而《圣朱利安传奇》中他则成了传说和寓言故事的爱好者，并以他的童年、古代、中世纪三个不同的时代作为背景。”故事的排列顺序也值得琢磨，第一篇小说《淳朴的心》讲述的是福楼拜同时代的故事，随后的《圣朱利安传奇》发生在中世纪，最后的《希罗迪娅》则是遥远的古代。随着阅读的深入，读者在时光长廊里渐行渐远。最后，还有一种会招致批评、但依然有趣的解读方式，即三位一體（圣父、圣子、圣灵）的理解；《圣朱利安传奇》伴随着着父母——尤其是父亲——的形象，《希罗迪娅》强调了儿子的形象，《淳朴的心》中的那只鹦鹉，即费利西泰唯一的朋友，则与圣灵近似。
有趣的是，福楼拜在《庸见词典》一书里字母F的词条下加入了费利西泰，他给的定义如下：“永远完美，您的女佣叫费利西泰，那么她是完美的。”

## 改编
作曲家儒勒·马斯内在1881年将《希罗迪娅》改编为歌剧。作曲家卡米尔·埃尔朗日则将《圣朱利安传奇》改编成了同名歌剧。 
电影方面，马里昂·莱恩于2008年导演了法国电影《淳朴的心》。 
短篇小说《淳朴的心》由伊莎贝拉·安德烈阿尼改编为舞台剧，在2018和2019年的阿维尼翁艺术节上展出，曾获得2019年莫里哀戲劇獎提名。